# Amphilochus tropicus
Amphilochus tropicus is een vlokreeftensoort uit de familie van de Amphilochidae. De wetenschappelijke naam van de soort is voor het eerst geldig gepubliceerd in 1972 door Rabindranath.